# Erisa Ssekisambu
Erisa Ssekisambu (sinh ngày 28 tháng 8 năm 1995) là một cầu thủ bóng đá người Uganda.

## Sự nghiệp
Anh chuyển đến Vipers SC năm 2015.
Anh là cầu thủ xuất sắc nhất 2 năm liên tiếp sau khi vô địch Cúp bóng đá Uganda 3 lần với 3 câu lạc bộ khác nhau.

## Sự nghiệp quốc tế
Tại Giải vô địch bóng đá châu Phi 2014, Erisa là vua phá lưới của Uganda.

## Giải thưởng
2x Cầu thủ xuất sắc nhất Cúp bóng đá Uganda